# Dorothea Justina Haxthausen
Dorothea Justina friherreinde Haxthausen, født grevinde af Aldenburg (6. januar 1663, død 27. december 1735 i Oldenborg) var en tysk-dansk hofmesterinde.
Hun var datter af Antonius greve Aldenburg og ægtede 6. april 1689 Anton Wolf Haxthausen og stifdatter til hofdame Charlotte Amélie de la Trémoille. Med sin hustru fik Haxthausen, der 1688 havde tilkøbt sig familiegodset Tienhausen, halvdelen af marskgodset Nienfelde i Oldenborg.
Hun blev 1695 overhofmesterinde hos dronning Charlotte Amalie, som meget elskede sin "liebstes Dörtgen" og "Madame la Comtesse". Ett breve til hende fra Charlotte Amalie vidner om dennes hengivenhed. Da Haxthausen Ængstelse for paa Grund af sin Svagelighed ikke at kunne udfylde sin Stilling, svarede Dronningen hende: „Vær ikke bange for, at jeg nogen Sinde skal blive træt af Dem. Hvor syg De end er, skal De alligevel altid være mig lige kær, og dersom Gud vil, at Deres Svaghed skal berøve mig en Del af den Hjælp, som jeg vilde kunne have af Deres Tjeneste, saa lad os begge underkaste os hans mægtige Haand."
Hun var en ualmindelig dannet og elskværdig personlighed; 1705 nødte svagelighed hende til at opgive sin hofstilling.